# Everything Everything
Everything Everything é uma banda britânica de art rock, formada no final de 2007. Conhecida por seu som eclético e letras complexas, a banda lançou sete álbuns e foi amplamente aclamada pela crítica. Seu trabalho foi duas vezes indicado para o Mercury Music Prize e recebeu cinco indicações para o Ivor Novello Awards.

## Discografia
Álbuns de estúdio
- 2010: Man Alive
- 2013: Arc
- 2015: Get to Heaven
- 2017: A Fever Dream
- 2020: Re-Animator
- 2022: Raw Data Feel
- 2024: Mountainhead

EPs
- 2010: Schoolin'
- 2011: My Kz, Ur Bf
- 2013: Cough Cough
- 2018: A Deeper Sea